# Liste der Naturdenkmale in Gengenbach
| Naturdenkmale | Anzahl |
| ------------- | ------ |
| FND           | 4      |
| END           | 15     |
| Gesamt        | 19     |

Die Liste der Naturdenkmale in Gengenbach nennt die verordneten Naturdenkmale (ND) der im baden-württembergischen Ortenaukreis liegenden Stadt Gengenbach. In Gengenbach gibt es insgesamt 19 als Naturdenkmal geschützte Objekte, davon vier flächenhafte Naturdenkmale (FND) und 15 Einzelgebilde-Naturdenkmale (END).
Stand: 31. Oktober 2016.

## Flächenhafte Naturdenkmale (FND)
| Name                         | Bild | Kennung     | Einzelheiten | Position | Fläche Hektar | Datum        |
| ---------------------------- | ---- | ----------- | ------------ | -------- | ------------- | ------------ |
| Anlagen östl. der Stadtmauer |      | 83170340005 | Gengenbach   | ???      | 1,1           | 3. Apr. 1952 |
| Löwenbergscher Park          | BW   | 83170340004 | Gengenbach   | ⊙        | 2,6           | 3. Apr. 1952 |
| Schalenstein (Heidenstein)   |      | 83170340002 | Gengenbach   | ???      | 0,0           | 3. Mai 1950  |
| Teufelskanzel                |      | 83170340003 | Gengenbach   | ???      | 0,0           | 3. Mai 1950  |
| Legende für Naturdenkmal     |      |             |              |          |               |              |

## Einzelgebilde (END)
| Name                                | Bild | Kennung     | Einzelheiten | Position | Fläche Hektar | Datum         |
| ----------------------------------- | ---- | ----------- | ------------ | -------- | ------------- | ------------- |
| Birken auf dem kleinen Platz        |      | 83170340008 | Gengenbach   | ???      | 0,0           | 3. Apr. 1952  |
| Eiche im Nollenwald                 |      | 83170340011 | Gengenbach   | ???      | 0,0           | 3. Apr. 1952  |
| Eichenüberhälter                    |      | 83170340022 | Gengenbach   | ???      | 0,0           | 3. Apr. 1952  |
| Fichte beim Mooshof                 |      | 83170340012 | Gengenbach   | ???      | 0,0           | 3. Apr. 1952  |
| Huy-Eiche                           |      | 83170340014 | Gengenbach   | ???      | 0,0           | 20. Feb. 1964 |
| Mammutbaum (Sequoia gigantea)       |      | 83170340016 | Gengenbach   | ???      | 0,0           | 16. Okt. 1972 |
| Scheffeleiche                       |      | 83170340001 | Gengenbach   | ???      | 0,0           | 25. Aug. 1943 |
| Tannen                              |      | 83170340009 | Gengenbach   | ???      | 0,0           | 3. Apr. 1952  |
| Wellingtonie                        |      | 83170340006 | Gengenbach   | ???      | 0,0           | 3. Apr. 1952  |
| 1 Blutbuche u. 1 Jungzypresse       |      | 83170340015 | Gengenbach   | ???      | 0,0           | 16. Okt. 1972 |
| 1 Blutbuche                         |      | 83170340019 | Gengenbach   | ???      | 0,0           | 16. Okt. 1972 |
| 1 Blutbuche                         |      | 83170340021 | Gengenbach   | ???      | 0,0           | 16. Okt. 1972 |
| 1 Sommerlinde                       |      | 83170340018 | Gengenbach   | ???      | 0,0           | 16. Okt. 1972 |
| 1 Ulme, 1 Blutbuche, 2 Trauerbuchen |      | 83170340017 | Gengenbach   | ???      | 0,0           | 16. Okt. 1972 |
| 2 Sequoien                          |      | 83170340013 | Gengenbach   | ???      | 0,0           | 3. Apr. 1952  |
| Legende für Naturdenkmal            |      |             |              |          |               |               |